# Jacques Sernas
Jacques Sernas (litauisch Jokūbas Šernas; * 30. Juli 1925 in Kaunas, Litauen; † 3. Juli 2015 in Rom) war ein französischer Filmschauspieler und Drehbuchautor.

## Leben
Jacques Sernas gehörte einer prominenten litauischen Familie an. So zählte sein Vater, der Rechtsanwalt Jokūbas Šernas, zu einem der Unterzeichner der Unabhängigkeitserklärung Litauens im Jahr 1918. Sernas senior starb bereits 1926, als Jacques erst ein Jahr alt war.
Seine russische Mutter zog mit dem Jungen daraufhin nach Paris, wo er seine Kindheit und Jugend verbrachte und die Schule besuchte. Sernas hatte daher die Doppelstaatsbürgerschaft Litauens und Frankreichs. Als junger Mann schloss sich Sernas der Résistance an, um gegen die Besatzung seines Heimatlandes durch die Nationalsozialisten zu kämpfen. Sernas hatte jedoch kein Glück und wurde von den Nazis verhaftet. Darauf wurde er über ein Jahr im Konzentrationslager Buchenwald interniert, wo er harte Zwangsarbeit verrichten musste.
Nach dem Krieg begann Sernas zunächst ein Studium der Medizin, brach dieses jedoch rasch ab. Um seine Mutter und sich finanziell über Wasser halten zu können, schlug er sich mit Gelegenheitsjobs durch, darunter als Nachtwächter, Kellner im Café de la Paix und Skilehrer in Chamonix-Mont-Blanc. Auch versuchte er es kurzzeitig als Journalist – er war unter anderem Korrespondent bei den Nürnberger Prozessen –, gab diesen Berufswunsch jedoch ebenfalls auf.
1947 stand er im italienischen Filmdrama Gioventù perduta erstmals vor der Kamera und legte so den Grundstein zu einer über 60 Jahre währenden Karriere. Sernas, der zunächst in italienischen und französischen Filmen zu sehen war, erreichte ab Mitte der 1950er Jahre auch der Ruf aus Hollywood. 1956 stand er im Historienfilm Die schöne Helena als Prinz Paris vor der Kamera. In seinen wenigen US-amerikanischen Filmen trat er unter dem Pseudonym Jack Sernas auf.
Zu Beginn der 1960er Jahre ließ sich Sernas in Rom nieder, wo er seitdem in überwiegend italienischen Produktionen zu sehen war. 1966 schrieb er sein einziges Drehbuch, Zarabanda Bing Bing, eine Persiflage auf die James-Bond-Filmreihe, in der Sernas auch die Hauptrolle verkörperte.
Über das Privatleben von Jacques Sernas ist wenig bekannt. Im Juni 1955 heiratete er die rumänische Journalistin Maria Stella Signorini. Im darauf folgenden Jahr wurde er Vater einer Tochter.

## Filmografie (Auswahl)
- 1948: Die Mühle am Po (Il mulino de Po)
- 1948: Die Sklaven des Lasters (Una lettera dell’alba)
- 1948: Verlorene Jugend (Giovantù perduta)
- 1949: Der Wolf der Silaberge (Il lupo della Sila)
- 1950: Der goldene Salamander (The Golden Salamander)
- 1951: Anita Garibaldi (Camicie rossi)
- 1951: Blaubart
- 1952: Engel aus der Kellerwohnung (Gli angeli del quartiere)
- 1952: Mädchen ohne Moral (Faniuclle di lusse)
- 1954: Magdalena – Tagebuch einer Verlorenen (Maddalena)
- 1955: Die Hölle von Dien Bien Phu (Jump into Hell)
- 1955: Hundert Jahre Liebe (Cento anni d’amore)
- 1956: Die schöne Helena (Helen of Troy)
- 1957: Helena, die Kurtisane von Athen (La Venere di Chironea)
- 1958: Die erste Nacht (La prima notte)
- 1958: Im Zeichen Roms (Nel segno di Roma)
- 1958: Die Liebesnächte der Lucrezia Borgia (Le notti di Lucrezia Borgia)
- 1958: Und den Henker im Nacken (Vite perdute)
- 1959: Aufstand der Legionen (Salambò)
- 1959: Theaterträume (Il mondo dei miracoli)
- 1960: Königin der Barbaren (La regina dei tartari)
- 1960: Das süße Leben (La dolce vita)
- 1961: Der Eroberer von Korinth (Il conquistatore di Corintho)
- 1961: Macistes größtes Abenteuer (Maciste contro il vampiro)
- 1961: Romulus und Remus (Romolo e Remo)
- 1962: Der Sohn des Spartakus (Il figlio di Spartaco)
- 1963: 55 Tage in Peking (55 Days at Peking)
- 1963: Operation Baalbek (Un aereo di Baalbek)
- 1965: Operation Gold (Balaeri operazioni oro)
- 1965: Spione unter sich (The Dirty Game)
- 1966: Tampeko – Ein Dollar hat zwei Seiten (Per pochi dollari ancora)
- 1968: Gestatten, das sind meine Kohlen! (Midas Run)
- 1970: Das Wespennest (Hornets’ Nest)
- 1973: Superfly TNT (Superfly T.N.T.)
- 1981: Die Haut (La pelle)
- 1990: Die Rückkehr (L’africana)
- 2000: Der kleine Lord – Retter in der Not (Il ritorno del piccolo lord) (Fernsehfilm)
- 2002: Ein Leben für den Frieden – Papst Johannes XXIII. (Papa Giovanni – Ioannes XXIII)
- 2006: Papa Luciani – Il sorriso di Dio